# We Are Buono!
Albums de Buono!
Buono! 2
(2009) The Best Buono!
(2010)
Singles
We Are Buono! est le 3e album du groupe de J-pop Buono!, sorti le 10 février 2010 au Japon sur le label Pony Canyon.
Il atteint la 11e place du classement Oricon. Il sort aussi en édition limitée au format CD+DVD avec une pochette différente et un DVD en supplément.
L'album contient quatre titres déjà parus sur les quatre singles sortis précédemment (My Boy, Take it Easy!, Bravo Bravo, et  Our Songs), qui ont servi de génériques de fin à la série anime Shugo Chara (2e saison : Shugo Chara!! Doki), pour laquelle le groupe a été créé, et à l'émission Shugo Chara!! Party qui lui fait suite. Ces quatre chansons, ainsi que trois autres titres de l'album, figureront aussi sur la compilation The Best Buono! de 2010.
Cette série prenant fin, ce disque aurait dû être le dernier du groupe, à part une compilation qui sortira en août suivant. Buono! reprendra cependant ses activités un an plus tard sur un autre label (Zetima), désormais sans lien avec la série.

## Titres
CD
1. One Way = My Way
2. Our Songs
3. Independent Girl ~ Dokuritsu Joshi de Aru Tame ni (...~ 独立女子であるために?)
4. My Boy (MY BOY?)
5. Urahara (うらはら?)
6. Take It Easy!
7. Bravo☆Bravo
8. Kataomoi. (カタオモイ。?)
9. Blue-Sky-Blue
10. Kōcha no Oishii Mise (紅茶の美味しい店?)
11. Tabidachi no Uta (タビダチの歌?)
12. We are Buono! ~ Buono! no Theme (... ~ Buono!のテーマ?)

DVD
1. "Our Songs" PV Making (「Our Songs」PV撮影メイキング?)